# Liste des grandes cavités naturelles dans les évaporites
Cette liste des grandes cavités naturelles dans les évaporites répertorie les cavités de plus de 100 mètres de profondeur ou de 5000 mètres de développement, reconnus, qui s'ouvrent dans le gypse, l'anhydrite ou plus rarement dans la halite, c'est-à-dire plus généralement dans les évaporites (hormis les cavités du sel ou du salpêtre).

## Grandes cavités des évaporites
| Réf.    | Cavité (Alias) [ caractéristique ] | Pays / État                | Division / Subdivisions                                                                         | Développ. (m)                                                     | Dénivelée (m)                                                     | Source                                                                       | Date source                                                       |
| ------- | --- | -------------------------- | ----------------------------------------------------------------------------------------------- | ----------------------------------------------------------------- | ----------------------------------------------------------------- | ---------------------------------------------------------------------------- | ----------------------------------------------------------------- |
| L01     | Optimisticheskaya (Optimisticeskaja) [ gypse ] | Ukraine                    | Oblast de Ternopil, Raïon de Borchtchiv                                                         | +232 000, m                                                       | +015, m                                                           | IC no 25 &                                                                   | 2011-02                                                           |
| L02     | Ozernaja [ gypse ] | Ukraine                    | Oblast de Ternopil, Raïon de Borchtchiv                                                         | +127 779, m                                                       | +008, m                                                           | Sergey Yepifanov                                                             | 2011-02                                                           |
| L03     | Zolushka [ gypse ] | Moldavie & Ukraine         | Raïon de Briceni / Cernivci, Nowoselyzja                                                        | +091 045, m                                                       | +030, m                                                           |                                                                              | 2011-02                                                           |
| L04     | Mlynky (Ml'inki) [ gypse ] | Ukraine                    | Oblast de Ternopil, Raïon de Tchortkiv                                                          | +041 000, m                                                       | +020, m                                                           |                                                                              | 2011-02                                                           |
| L05     | Kryshtaleva (Kristal'naja) [ gypse ] | Ukraine                    | Oblast de Ternopil, Raïon de Borchtchiv                                                         | +022 610, m                                                       | +020, m                                                           | Atlas des Grandes Cavités Mondiales                                          | 2011-02                                                           |
| L06     | Sistema Kulogorskaya-Troya [ gypse ] | Russie                     | Oblast d'Arkhangelsk, Pinega                                                                    | +016 248, m                                                       | +018, m                                                           | Karst and cave Pinega's - Victor Malkov, Evgeny Gurkalo                      | 2005-06                                                           |
| L07 D11 | Spipola-Aquafredda [ gypse ] | Italie                     | Regione d'Émilie-Romagne, Provincia de Bologne, Comune de San Lazzaro di Savena                 | +010 400, m                                                       | +118, m                                                           | Longest Gypsum caves of the world - Alexander Klimchouk                      | 2005-06                                                           |
| L08     | Jester Cave System [ gypse? ] | États-Unis Oklahoma        | County de Greer                                                                                 | +010 065, m                                                       | +011, m                                                           | Sue Bozeman                                                                  | 1988-03                                                           |
| L09     | Sistema Olimpiyskaya-Lomonosovskaya [ gypse? ] | Russie                     | Oblast d'Arkhangelsk, Pinega                                                                    | +009 110, m                                                       | +032, m                                                           | Karst and cave Pinega's - Victor Malkov, Evgeny Gurkalo                      | 2005-06                                                           |
| L10     | Slavka [ gypse ] | Ukraine                    | Oblast de Ternopil, Raïon de ?                                                                  | +009 100, m                                                       | +000, m                                                           | Longest Gypsum caves of the world - Alexander Klimchouk                      | 1996-??                                                           |
| L11     | Sistema de la Cueva del Agua,; (plus de 22 entrées dont : tramo S0-21, tramo S0-28, Sistema V3-V4, Sistema Abejas, Sima de la Lavadora, etc.) [ ? ] | Espagne                    | Comunidad d'Andalousie, Provincia d'Almería, Municipio de Sorbas                                | +008 681, m                                                       | +051, m                                                           | Jose Luis Membrado                                                           | 2007-04                                                           |
| L12     | Verteba [ gypse ] | Ukraine                    | Oblast de Ternopil, Raïon de ?                                                                  | +007 820, m                                                       | +000, m                                                           | Longest Gypsum caves of the world - Alexander Klimchouk                      | 1996-??                                                           |
| L13     | Cater Magara [ ? ] | Syrie                      | ?                                                                                               | +007 300, m                                                       | +000, m                                                           | www.akkh.de                                                                  | 2007-02                                                           |
| L14     | Sistema Kumichevka-Vizborovskaya [ ? ] | Russie                     | Oblast d'Arkhangelsk, Pinega                                                                    | +007 260, m                                                       | +024, m                                                           | Karst and cave Pinega's - Victor Malkov, Evgeny Gurkalo, Aleksandr Kabanihin | 2005-06                                                           |
| L15     | Parks' Ranch Cave [ ? ] | États-Unis Nouveau-Mexique | County de Eddy                                                                                  | +006 595, m                                                       | +031, m                                                           | Dave Belski                                                                  | 2003-03                                                           |
| L16     | Konstitutionaya [ ? ] | Russie                     | Oblast d'Arkhangelsk, Pinega                                                                    | +006 130, m                                                       | +032, m                                                           | Karst and cave Pinega's - Victor Malkov, Evgeny Gurkalo                      | 2005-06                                                           |
| L17     | Kungur Ice Cave [ ? ] | Russie                     | Kraï de Perm, District de Kungur                                                                | +005 700, m                                                       | +032, m                                                           | Interuniversity collection of Scienceific Trans. - Igor Lavrov Peshchtry     | 2005-01                                                           |
| L18     | Selman Cave System [ ? ] | États-Unis Oklahoma        | County de Woodward                                                                              | +004 794, m                                                       | +000, m                                                           | NSS News vol.60 no 7 p. 204                                                  | 2002-07                                                           |
| D01     | Dahredj Ghar Kef [ ? ] | Algérie                    | Wilaya de Guelma, Djebel Nador                                                                  | +002 450, m                                                       | +212, m                                                           | Encyclopedia of Caves and Karst Science                                      | 2003-12                                                           |
| D02     | Els Sumidors (Tunel dels Sumidors) [ ? ] | Espagne                    | Comunidad de Valence, Provincia de Valence, Comarca de La Costera, Municipio de Vallada         | +001 260, m                                                       | +205, m                                                           | www.venadelgesso.org                                                         | 2007-02                                                           |
| D03     | Abisso Antonio-Lusa [ ? ] | Italie                     | Regione d'Émilie-Romagne, Provincia de Ravenne, Comune de Riolo Terme                           | +003 000, m                                                       | +204, m                                                           | Reinhard Elsensohn                                                           | 2007-02                                                           |
| D04     | Triple Engle Pit [ ? ] | États-Unis Nouveau-Mexique | County de De Baca                                                                               | +002 485, m                                                       | +135, m                                                           | Dave Belski                                                                  | 2003-03                                                           |
| D05     | Sima del Corral [ ? ] | Espagne                    | Comunidad d'Andalousie, Provincia d'Almería, Municipio de Sorbas                                | +00 0000, m                                                       | +130, m                                                           | González Ríos via www.redes-cepalcala.org                                    | 1994-??                                                           |
| D06     | Sistema Covadura (Cueva de los Cuñados 5) [ ? ] | Espagne                    | Comunidad d'Andalousie, Provincia d'Almería, Municipio de Sorbas                                | +004 245, m                                                       | +126, m                                                           | Reinhard Elsensohn                                                           | 2007-02                                                           |
| D07     | Cueva del Tesoro (Cueva de los Cuñados 1 ?) [ ? ]                                                                                                   | Espagne                    | Comunidad d'Andalousie, Provincia d'Almería, Municipio de Sorbas                                | +001 890, m                                                       | +122, m                                                           | Reinhard Elsensohn                                                           | 2007-02                                                           |
| D08     | Sima del Campamento [ ? ] | Espagne                    | Comunidad d'Andalousie, Provincia d'Almería, Municipio de Sorbas                                | +00 0000, m                                                       | +122, m                                                           | González Ríos via www.redes-cepalcala.org                                    | 1994-??                                                           |
| D09     | Sima Águila 1 [ ? ] | Espagne                    | Comunidad d'Andalousie, Provincia de Malaga, Comarca d'Antequera                                | +00 0000, m                                                       | +122, m                                                           | Catálogo de Grandes Cavidades de Andalucía                                   | 2007-??                                                           |
| D10     | Cueva del Yeso (Grotte du Plâtre) (Cueva de los Cuñados 2 ?) [ ? ]                                                                                  | Espagne                    | Comunidad d'Andalousie, Provincia d'Almería, Municipio de Sorbas                                | +001 050, m                                                       | +120, m                                                           | Reinhard Elsensohn                                                           | 2007-02                                                           |
| D11 L07 | Spipola-Aquafredda | Italie                     | Voir cavité référencée L07 dans la première partie de ce tableau.                               | Voir cavité référencée L07 dans la première partie de ce tableau. | Voir cavité référencée L07 dans la première partie de ce tableau. | Voir cavité référencée L07 dans la première partie de ce tableau.            | Voir cavité référencée L07 dans la première partie de ce tableau. |
| D12     | Ammonal'naja [ ? ] | Russie                     | Kraï de Krasnodar, Grand Caucase, Vallée de la Laba                                             | +001 464, m                                                       | +114, m                                                           | Leonid Suhovey                                                               | 2007-11                                                           |
| D13     | Inghiottitoio di Talada [ ? ] | Italie                     | Regione d'Émilie-Romagne, Provincia de Reggio d'Émilie, Comune de Busana,                       | +000940, m                                                        | +110, m                                                           | Claude Chabert & Catasto delle grotte reggiane                               | 1989-??                                                           |
| D14     | Mill Race Cave [ ? ] | États-Unis Nouveau-Mexique | County de Lincoln                                                                               | +00 0000, m                                                       | +110, m                                                           | Stephan Kempe                                                                | 1989-??                                                           |
| D15     | Inghiottitoio di Monte Conca [ ? ] | Italie                     | Regione de Sicile, Provincia de Caltanissetta, Comune de ?                                      | +000520, m                                                        | +108, m                                                           | Luigi Ramella & Claudio Catella                                              | 1989-??                                                           |
| D16     | Carcass Cave [ ? ] | États-Unis Nouveau-Mexique | County de De Baca                                                                               | +003 164, m                                                       | +102, m                                                           | Dave Belski                                                                  | 2003-03                                                           |
| D17     | Crystal Caverns [ ? ] | États-Unis Nouveau-Mexique | County de De Baca                                                                               | +003 790, m                                                       | +101, m                                                           | Dave Belski                                                                  | 2003-03                                                           |
| D18     | Tanaccia di Brisighella [ ? ] | Italie                     | Regione d'Émilie-Romagne, Provincia de Ravenne, Comune de Brisighella, Vena del Gesso romagnola | +001 750, m                                                       | +100, m                                                           | Luigi Ramella & Claudio Catella                                              | 1989-??                                                           |
| D19     | Abisso Babilonia [ ? ] | Italie                     | Regione d'Émilie-Romagne, Provincia de Ravenne, Comune de ?, Vena del Gesso romagnola           | +00 0000, m                                                       | +093, m                                                           | Luigi Ramella & Claudio Catella                                              | 1989-??                                                           |

## Sources

### Listes mondiales
- (fr) Listes spéléométriques Les grandes cavités pseudokarstiques du monde par Philippe Audra & Jean-Yves Bigot [mis à jour le 1er janvier 2003 - Consulté le 30 octobre 2010].
- (en) Bob Gulden, membre de la NSS #13188LF (Odenton, Maryland), « Compilations spéléométriques »(Archive.org • Wikiwix • Archive.is • Google • Que faire ?), 13 octobre 2014 (consulté le 31 octobre 2014).
- (fr) hartimontane.ro Les grandes cavités mondiales en roche non calcaire, par Claude Chabert, Actes du Xe Congrès international de spéléologie, Budapest, 1989 [Consulté le 11 novembre 2010].

### Listes nationales ou régionales
- (es) espeleo.iespana.es : Grandes Cavidades de Andalucia in Andalucia Subteranea, no 18, 2007. [visité le 21 novembre 2010].
- (it) agsp.it : Catasto speleologico della Regione Piemonte  [visité le 28 novembre 2010].
- (pt) sbe.com.br : As maiores cavernas do Brasil [visité le 21 novembre 2010].

### Renvoi à des articles connexes
1. 1 2 3 4 5 6 7 8  Voir aussi la Liste des plus longues cavités naturelles.